# Kvindefredslejren ved Ravnstrup
 Denne artikel bør gennemlæses af en person med fagkendskab for at sikre den faglige korrekthed.

Kvindefredslejren ved Ravnstrup var en fredslejr ved Finderup Øvelsesplads, 3 km vest for Ravnstrup nær Viborg, der eksisterede fra juni 1984 til september 1985.
Formålet var at protestere mod militærbunkeren ("Finderup-bunkeren"), der skulle huse en kommandocentral for NATO’s enhedskommando for Danmark og Slesvig-Holsten. Herfra skulle man styre atomraketter opstillet i Tyskland i krigstid.
Kvinderne havde før oprettelsen af fredslejren arbejdet ad demokratiske veje for at gøre opmærksom på, dels at Danmark på trods af at være en atomvåbenfri zone, alligevel indirekte havde atomvåben til rådighed, og dels at demokratiet var blevet omgået ved hemmeligholdelse over for Folketinget i forbindelse med finansiering og beslutning om bunkerens formål. De havde forfattet 14 spørgsmål til Forsvarsministeriet – hvoraf kun det økonomiske spørgsmål blev besvaret.
Nogle kvinder boede permanent i lejren i hele perioden, mens andre opholdt sig der i kortere perioder og først og fremmest deltog i de direkte aktioner mod militæranlægget. Kvinderne boede i tipier i 14 måneder henover en af de værste isvintre siden 1906.
Inspirationen til lejren i Ravnstrup kom fra en belejring i 1981 af RAF Greenham Common-raketbasen i Storbritannien.

## Formål
Kvinderne i Kvindefredslejren protesterede mod, at Danmark som atomvåbenfri zone skulle kunne styre atomraketter, heller ikke selvom de stod i et andet land, hvor man havde ´ret´ til at have atomvåben. 
I 1980’erne havde den truende apokalypse samlet energi fra et vanvittigt våbenkapløb mellem de to supermagter USA og Sovjetunionen, hvor et enkelt tryk på en rød knap kunne udløse en altødelæggende atomkrig.
Atomoprustningen ansås som en forbrydelse mod menneskeheden, som et potentielt folkedrab.  
"Atomvåben er ikke et våben. Det er simpelthen kimen til udslettelse af alt liv på jorden. Jeg nægter at tro på, at det skulle være en naturlov, at stater må bekrige hinanden med alle midler. Ingen kan styre disse gigantiske kræfter", sagde fysikeren Gyrit Jørgensen i hendes forsvarstale ved domstolen i Viborg. 
Når kvinderne lavede en lejr lige over for militærområdet, hvor bunkerens opbygning var i gang, regnede man selvfølgelig ikke med, at det ville lykkes definitivt at hindre byggeriet eller træningen derinde. Kvinderne ville give et kraftigt signal til omverdenen – til befolkningen og til politikerne – om at det drejede sig om en trussel af uanede dimensioner. Grundlæggende værdier om atomvåbenfrihed i Danmark var på spil. Samtidig med at det var våben med en sprængkraft så stor, at vi alle kunne dræbes mindst 30 gange.
Yderligere var demokratiet blevet omgået. Økonomien for bygningen af bunkeren var blevet inkorporeret og skjult i en forstærkningsaftale, som i 8(!) år var blevet underskrevet af forsvarschefen, uden Folketingets vidende. 1980-forstærkningeaftalen indeholdt desuden afgivelse af suverænitet, fordi den bemyndigede USA-fly, der havde atomvåben som standardudstyr, til at kunne benytte danske lufthavne. 
Ved suverænitetsafgivelse skal der være 5/6 flertal for dette i Folketinget … men Folketinget var ikke blevet spurgt i 8 år. Forsvarsministeriet havde end ikke gjort Folketinget opmærksom på dette.
Carl Scharnberg skrev et digt udgivet i 1980, der afspejlede stemningen under den kolde krig:
Situationen er klar: 
radarer spejder.
fly er i luften
raketter står parate.
hænder er rede.
ordren afventes.
kun tidspunktet mangler.

Hvor meget er klokken?

## Resultater
Kvindefredslejrens tilstedeværelse under en af de værste isvintre i kvindes minde og de ikke-voldelige fredsaktioner har spillet en afgørende rolle i at gøre en stor del af befolkningen opmærksom på bunkerbyggeriet og dets symbolik i forhold til Danmarks engagement i den udvidede deltagelse i atomvåbenkapløbet, godt hjulpet til af den omfattende mediedækning, og det har givet offentligheden mulighed for at engagere sig i og diskutere spørgsmålet om Danmarks rolle i atomvåbenkapløbet og bunkerbyggeriet. Dette har bidraget til en bredere offentlig debat om emnet og endda skubbet til politiske beslutninger og holdningsændringer i samfundet.
Samlet set har Kvindefredslejrens tilstedeværelse i løbet af den strenge vinter og deres ikke-voldelige fredsaktioner været afgørende for at skabe opmærksomhed omkring bunkerbyggeriet og dets symbolik i forhold til Danmarks engagement i atomvåbenkapløbet. 
"Resultatet blev en styrkelse af modstanden imod atomvåben og forstærkede krav i befolkningen om oprettelse af en atomvåbenfri zone i Norden. Og Folketinget reagerede i overensstemmelse med det nye befolkningsflertal", skrev folketingsmedlem Jens Thoft i Information i 1987.

## Aktioner
Under alle aktioner i Kvindefredslejren benyttede kvinderne sig udelukkende af ikke-voldelige protestmidler og overholdt principperne for ikke-vold og civil ulydighed, inklusiv princippet om at informere. Dvs. aktionerne var offentliggjort lang tid i forvejen. Både militæret, politiet og medier blev underrettet samtidigt om:
- formålet med aktionen
- aktionens start- og så vidt muligt sluttidspunkt
- anslag af, hvor mange, der ville komme
- den lovlige demonstration ude på vejen
- hvad man ville foretage sig inde på militærområdet

På den måde kunne alle forudse hændelsesforløbet.  
Netop dette gør, at aktionen ligger inden for inden for rammerne af civil ulydighed. Aktionerne er godt nok et forsætligt brud på bestemte love, som fx § 264, stk. 1.2: 'Ulovlig indtrængen på fremmed grund', som kvinderne senere blev dømt efter. Men der bliver ikke sat spørgsmålstegn ved den generelle retsorden og dermed demokratiet, dermed kan det karakteriseres som et lovbrud, der kun har symbolsk karakter.
Af større aktioner kan nævnes
- ´Hekseoptoget´ gennem Viborgs strøg ved Kvindefredslejrens start på Skt. Hans aften,

- ´Tag jorden tilbage
- ´Påskeaktionen´,
- ´Jerikos mure´,
- ´Liv på Jorden’ samt
- 'Med liv skal land bygges´

’Med liv skal land bygges’ var en protest mod, at kvinderne havde været igennem to retssager, hvor militæret er blevet kaldt ’den forurettede’. Kvinderne vendte det om og lavede en alternativ retssag, hvor de indtog deres rette plads som de forurettede. Forurettede over at skulle tåle presset fra terrorbalancens galskab. Det blev deres sidste aktion, inden lejren lukkedes 5.9.1985
Der var utallige små hverdagsaktioner. Også selvom der kun var få kvinder i lejren gik de et par gang om ugen ind på det skønne naturområde, som militærområdet var - for at tage bad i søen eller bare for at gå en tur og hilse på soldaterne. Dette for at vise, at man stadig var til stede og gerne ville dialog.  

### Aktionsformen på Kvindefredslejren
De store aktioner blev planlagt omhyggeligt, da der var mange krav til, hvordan de skulle forløbe. Når Kvindefredslejren stod som arrangør, så skulle man leve op til principperne for både civil ulydighed og ikke-vold, for at kvinderne kunne stå inde for det.
Ville man deltage i den civilulydige (ulovlige) del, den der bevægede sig ind på militærområdet, skulle man komme en dag før for at deltage i fortræningen i ikke-voldsteknikker. Dette fordi de tilstrømmende kvinder kom fra så mange forskellige miljøer for at støtte op om lejrens aktiviteter. Det var et bredt tæppe af kvinder fra både BZ-bevægelsen i København til husmødre fra Nordjylland - der var alt fra børn og unge til ældre kvinder op til 80 år. Alle skulle være trygge, og man skulle have fælles retningslinjer og aftaler, når man gik ind på militærområdet.
Kvindefredslejren havde selvfølgelig en overordnet ramme og grundideer for aktionerne, når folk ankom. 
Der var mange gruppedynamiske aktiviteter i gang på én gang. Man havde plenum i midten og små grupper udenfor. I plenum snakkede man om, hvilke ideer, der var til aktionen.
Der var mange forskellige opgaver og forskellige grader af, hvor langt man ville gå. Man skulle finde sin egen grænse og derefter vælge gruppe efter, hvor langt man personligt havde lyst til at gå. Det handlede om at passe på sig selv og hinanden, så ingen kom til at overskride sine egne grænser. Der måtte intet gruppepres finde sted.
Billedligt sås aktionen som en sol, som havde mange stråler i form af opgaver og aktionsformer. Én stråle er den gruppe, der står for information af pressen. Dem, der vil stå helt lovligt ude på vejen og demonstrere, er en anden stråle. Dem der går ind og går helt op til hegnet er en tredje stråle, dem der vil hoppe over hegnet er en fjerde osv. Alle stråler er lige vigtige.
Er der 200 kvinder, der vælger at stå lovligt ved vejen, er det for stor en gruppe. Denne gruppe behøvede ikke at komme en dag før, men alligevel delte man op i mindre grupper. Store grupper er sværere at kontrollere, det har man set ved utallige demonstrationer, der pludselig går amok og begynder at lave hærværk eller andet, selvom det slet ikke var arrangørernes intention. Det er vigtigt, det går ordentligt til. At alle overholder principperne for aktionen, så alle bagefter kan stå inde for, hvad der er foregået, og så alle er trygge.
I hver gruppe finder man en fælles retningslinje. Man har besluttet præcist, hvor langt gruppen vil gå og hvortil, den vil nå. Uden på nogen måde at yde anden modstand end bare at blive ved med at gå, eller blive siddende ned. Man råber ikke, man synger højst. Man giver blomster i stedet for våben. De retter våben mod os, vi giver ikke andet end blomster. Ingen aggression.
Man er i gruppen enige om, hvad man laver. Man går præcis derhen, hvor man har aftalt i gruppen. Du afviger ikke fra beslutningen for pludselig at gå lidt længere. Du ændrer ikke retning og går til søen. Du springer ikke fra gruppen og går over til dem, der går over militærhegnet, fordi du nu tør lidt mere efter træningen. Du kan skifte gruppe under træningen, men ikke under aktionerne. Selvfølgelig må du gå ud, hvis du bliver for bange. Men så går du helt ud. Dog kan det nogle gange føles værre at forlade en gruppe, selvom man er bange, fordi du ved, du efterlader et hul, når du går ud. Du føler ansvar. Et ansvar for gruppen og for aktionen.
Affinitetsgrupperne gør, at ingen er bange for, at nogle vil noget mere, end man har aftalt. Ingenting render af sporet.

### Håndtering af frygt
Det kræver mod at lave civilulydige aktioner. Når du skal ud i grænseoverskridende ting, har du brug for den tryghed og overskuelighed, mindre grupper giver. Fordi du bruger din krop. Man bruger ikke-voldsprincippet, men man er ikke passiv, som nogle forveksler Ikke-vold med. Du sætter din krop ind som et aktivt redskab. Velvidende du står over for en overmagt. En overmagt, der står med våben og hunde. Velvidende du er forsvarsløs. Velvidende at du ikke tager til genmæle. Velvidende at du ikke går til angreb. Du modsætter dig ikke. Det er dét, der gør ikke-vold til så stærkt et redskab. 
”Non-violence is a weapon of the strong”, sagde Mahatma Gandhi. 
Ikke-vold er de stærkes våben

                              Gandhi
Det kræver en særlig psyke, og det kræver et særligt hjerte. Du skal gå imod dine egne impulser, som er kæmp eller flygt. Du skal holde en rolig og venlig indstilling og huske, at det er et andet menneske, du går hen imod, ikke en fjende.

### Træning i ikke-vold
Håndtering af frygtimpulser indgår i træningen forud. Træningen indbefatter fx, at man deler gruppen op i to, én agerer militæret/politiet, som danner en menneskemur, den anden gruppe træner i at gå frem mod den. Det virker voldsomt, også selvom man træner med kvinder, man holder af. Gruppen træner, hvordan det er hensigtsmæssigt at reagere, hvis man føler sig truet af militæret eller politiet, når de bevæger sig hen mod én - hvis man føler, man er ved at blive løbet over ende. Hele gruppen kan fx sætte sig ned. Det er en menneskelig impuls ikke løbe hen over siddende mennesker. Man tramper ikke på folk, der ligger ned. Det sker kun i panik. I ikke-voldsarbejde konfronterer man ikke, man gør noget andet. Man bryder en handling og der sker uvilkårligt en nedskalering af en konflikt/konfrontation. Det skaber tryghed i gruppen at have en helt specifik træning.
Ligeledes træner man at undgå fjendebilleder. Træningen involverer opøvelse i at se dem overfor dig, hverken som soldat eller politimand, men som et menneske, der er ligeværdigt med dig selv. Også når de tager fat i dig eller råber af dig. De er ligeværdige. Dét fokus hjælper man i gruppen hinanden med at holde fast i, da det er dialog, man vil, ikke konfrontation. Dette fokus hjælper med at opretholde en gensidig respekt og forhindrer eskalering af konflikter.
Det kræver et stort fokus indad, også på din egen frygt - for den vil komme op. Vi bliver bange. Alle bliver bange, når man står over for en gruppe uniformerede, bevæbnede mænd. Det er naturligt. Det gode er, at frygten kan håndteres.
Valget af små grupper handler om at lave små tryghedsfelter, så man kan føle sig sikker og tryg. Man kender sin egen følelse af frygt og de andres, for den har man snakket om. Man snakker om den undervejs, og man kan evaluere bagefter i sin gruppe.
Grupperne blev koordineret i plenum. Hver gruppe havde en repræsentant. Koordineringen af grupperne sker gennem repræsentanter, der mødes i plenum og fremlægger gruppens ideer. Man kunne kommentere eller gøre indsigelser mod en anden gruppes ideer/planer, hvis man skulle synes, den ville gå længere, end man kan stå inde for. Dette er en effektiv måde at opbygge kommunikation og koordinering i en organisation med flad struktur.

Det er også værd at bemærke, at kvinder, der ikke har deltaget i træningen, ejheller journalister, ikke blev taget med ind på det militære område. Dette skyldes både mangel på træning og bekymring for deres sikkerhed og deres potentielle reaktioner/handlinger.
Mod er aldrig at lade dine handlinger blive påvirket af din frygt 

Arthur Koestler
Ikke-voldsmetoden er designet til at skabe en tryg og koordineret tilgang til ikke-voldelige handlinger og konfrontationer, samtidig med at man opretholder respekt for alle involverede parter. 
Når det er nødvendigt med så stort et forarbejde inden en aktion, skyldes det, at civil ulydighed kræver meget mere af den enkelte, end en almindelig demonstration gør. 
Man er med, fordi man med sin samvittighed er oppe mod en uret i samfundet, som man føler ikke kan sidde overhørig. Også selvom det kræver, man begår noget ulovligt i forhold til gældende love. De mennesker, der begår civil ulydighed, er mennesker med en stærk retsfølelse. Det er netop ikke lovløse mennesker. Det kræver meget af samvittighedsfulde og rettænkende mennesker bevidst at begå lovbrud - især når man ved, at myndighedspersoner og militær vil blive sat ind mod dig.

## Civil ulydighed
Begreberne ´Civil ulydighed´ og ´Ikke-vold´ var kerneprincipper i Kvindefredslejren. Alle handlinger og aktioner skulle foregå inden for disse rammer. 
Civil ulydighed er det forhold, at en person overtræder loven under henvisning til moralske værdier. Den ulydige sætter moralsk ret over pligten til at følge den nedskrevne lov.
Filosoffen John Rawls definerer civil ulydighed således: "Civil ulydighed er en offentlig ikke-voldelig, samvittighedsbetonet, politisk handling, hvor loven overtrædes med henblik på at skabe en lovændring eller en politisk regeringsændring”
Uretfærdige love findes i ethvert samfund. Enten har de hele tiden været uretfærdige, eller tiden og samfundsudviklingen ændrer sig, og allerede vedtagne love bliver nu opfattet som uretfærdige. Uret og ret kan på den måde blive et moralsk-etisk dilemma. Svarede til legal og legitim. Eller sagt på en anden måde: Ret (i juridisk forstand) og moral er ikke det samme. Der er begået store uretfærdigheder og massakrer inden for rammerne af loven.  
- I Det Tredje Rige´ var udryddelsen af jøderne inden for lovens rammer. Men det var ikke ret, fastslog dommerne i Nürnberg.
- I Danmark begik mange mennesker civil ulydighed ved at beskytte jøderne. For retten var ikke ret.
- I Iran sker der stadig i dag udryddelser og lemlæstelse af kvinder inden for lovens rammer. Det er ikke ret.
- At Danmark var involveret i NATO´s atomstrategi i form af bunkeren i Ravnstrup var også lovligt. Men var det ret?

Kvindefredslejren navigerede efter en strofe i et digt, skrevet af Carl Scharnberg:  

NÅR URET BLIVER RET, BLIVER MODSTAND EN PLIGT 
                                                                                                                                 Carl Scharnberg 
Denne sætning beskriver essensen af civil ulydighed. Det er samvittigheden, der kræver handling.  
Civil ulydighed er en protest- og modstandsform, der blev kendt med Gandhi, Martin Luther King og Rosa Parks.
Der er nogle klare forudsætninger for, hvornår en handling kan kaldes for civil ulydighed og ikke bare lovløshed:  
1. Man griber først til civil ulydighed, når man ikke kan nå den sociale eller politiske forandring gennem de traditionelle demokratiske veje
2. Den interesse, der varetages ved at overtræde loven, skal være almen og rette sig mod en grov uretfærdighed
3. Den ulydige vedgår åbent sin lovovertrædelse og tager om nødvendigt sin straf

Der er stor forskel på civile ulydighedshandlinger og revolution. Sidstnævnte tager sigte på at omstyrte en hel samfundsorden.  
De civile ulydighedshandlinger har til formål enten at skabe opmærksomhed omkring en uretfærdig sag for at få den forandret, eller ændre retspraksis. Civil ulydighed er en symbolhandling. 
"Med civil ulydighed søger du at skabe debat og forståelse/opslutning om en sag og appellere til den almene retsfølelse. Gennem evnen til at dramatisere en sag og polarisere den gennem den bevidste overtrædelse af retsregler, tvinges mennesker, organisationer, lovgivere og retsinstanser til at tage stilling for og imod lovbrydernes sag".
"Onde mænd behøver ikke mere for at nå deres mål, end at gode mænd skal se på og ikke gøre noget"                                                                                          John Stuart Mill. 1867
Rosa Parks var en lille, ulydig, sort kvinde, der i 1955 nægtede at vige sit sæde for at give plads til en hvid passager i den raceopdelte bus i Alabama. Arrestationen af hende udløste en 381 dage lang boykot-aktion af Montgomerys bussystem, som kun blev reddet fra en konkurs af myndighederne, ved at de blødte op i reglerne for raceadskillelse. 
I 1996 overrakte præsident Bill Clinton Rosa Parks præsidentens frihedsmedalje, og i 1999 fik hun Kongressens guldmedalje. Efter sin død den 24. oktober 2005 besluttede Kongressen at lade Parks' kiste opstille med æresvagt under kongresbygningens rotunde, en særlig hædersbevisning, der aldrig tidligere var overgået en kvinde.
På det forfatningsmæssige plan kan civil ulydighed altså medvirke til, at der sker et systemskifte, og gårsdagens ulydighed kan derved blive morgendagens heltegerning.
Hvis du er neutral i situationer med uretfærdighed, har du valgt undertrykkerens side . Desmond Tutu
Der er ikke tradition for civil ulydighed i Danmark. Men kvinderne i Kvindefredslejren tyede til denne metode for at gøre opmærksom på, at Danmark var på vej til ikke længere at være det lille, fredselskende land, der ikke havde noget ansvar for atomoprustningen.
"I Danmark byggede vi store kommandobunkers, hvor generalerne kunne hygge sig, når ragnarok indfandt sig. Kvinderne blev gjort opmærksom på, at bunkeren skulle kunne rumme en dansk NATO-officer med operativ kommando over atomvåbnene i Slesvig-Holsten". 
Kvinderne havde inden de begik civil ulydighed forsøgt at få svar på 14 spørgsmål fra Forsvarsministeriet.
Filosoffen Henry David Thoreau slog i 1849 i sit berømte kampskrift imod slaveriet, at borgernes samvittighed ikke skal vige for lovgivernes. 
Nej, siger Thoreau, lad os være mennesker i første, og undersåtter i anden række’

### Rettergang ved Viborg Domstol
I Kvindefredslejren lavede man aktioner, hvor man med åbne øjne brød loven og gik ind på militærområdet for at gøre opmærksom på, at der blev bygget et krigshovedkvarter, hvorfra de tyske atomraketter kunne dirigeres i krigstid.
Det er første gang i dansk retshistorie, at der rejses tiltale for ulovlig indtrængen og ophold på militært område. 38 kvinder stod tiltalt. Dette åbnede op for straffe i størrelsesordenen op til et halvt års fængsel eller 3.000 kr i bøde efter § 264, stk. 1.2. Ironisk nok skulle fredskvinderne dømmes for  'Freds- og ærekrænkelser' 
Men dommerne sympatiserede med kvindernes sag og metoder. De anerkendte ikke politianklagerens udsagn om, at kvinderne blot ville have ballade, når de ikke ville forlade militærområdet. Dommer Hans Kjellund anerkendte, at det var ad den civilulydige vej, kvinderne kunne få de militære myndigheder i tale og lagde vægt på, at kvinderne ikke var gået ind på det militære område for egen personlig vindings skyld.  
Kvinderne holdt selv deres forsvarstaler. "Ingen sad uberørte tilbage efter indlæggene. Tårer havde listet sig frem i mange øjenkroge, selv hos dommer og øvrige domspersoners. Helt galt gik det, da en kvinde i ait indlæg med høj stemme sang en af kvindefredslejren Greenham Commons sang om de sidste 4 minutter før Ragnarok".   
"Det var en stærk oplevelse", sagde dommer Hans Kjellund bagefter om hele retssagen. Som i øvrigt på et tidspunkt afbrød selve retssagen for at udtrykke sin sympati for sagen.
Kvinderne fik højst usædvanligt de mildest tænkelige straffe. De blev dømt efter Straffelovens § 264 stk. 1 og 3: 1: at skaffe sig adgang til fremmed hus eller andet ikke frit tilgængeligt sted, og 3: at undlader at forlade fremmed område efter at være opfordret dertil.
Bøderne blev udmålt til 100 kr. til de kvinder, der var gået ind på militærområdet; 300 kr. til dem, der var gået længere og havde forceret hegnet for at komme helt op til bunkeren. Dette er de laveste straffe, man kan få, hvilket blev begrundet i erkendelse af, at de tiltalte ikke havde kriminelle hensigter. Dommeren forklarede, at dommene burde være milde, når man ser på baggrunden for dét, kvinderne gjorde.
Nogle af kvinderne valgte ikke at betale bøden, da de ikke mente, de havde gjort noget forkert. I overensstemmelse med principperne for civil ulydighed vedkendte de sig at have brudt loven, men ikke at de havde gjort noget forkert. Etisk lå fejlen ikke ved dem.
”Jeg ser ikke love som uforanderlige. Love er nogle gange lavet med et helt bestemt formål – nemlig at beskytte egne interesser. Fx har militæret ved lov ret til at hemmeligholde oplysninger for Folketinget ved at give det stemplet ´Hemmelige dokumenter´ – og derved undgå enhver form for kritik og modstand. Det er meget taktisk. Hvis det da er befolkningen, militæret skal beskytte sig imod. Jeg anerkender ikke disse loves autoritet.  Det ligger meget langt fra, hvad jeg vil kalde spilleregler i et demokratisk samfund. En forudsætning for demokrati må være oplysning og åbenhed. Lovovertrædelse i dette tilfælde er begået, fordi min moral med et humanistisk livssyn har højeste prioritet og vejer tungere end love, som bestemmer, at våben er mere værd end mennesker. Jeg står anklaget her i dag for en overtrædelse, jeg har begået for at gøre opmærksom på den omgåelse af demokratiet, der har fundet sted ved beslutningen om at bygge Ravnstrupbunkeren.”
For dette ville hun ikke betale, men hellere afsone 3 dage i fængsel, som endnu en aktion mod uretfærdigheden.
Det blev en principsag for nogle af kvinderne at afsone bøden i arrest. Det blev til nye aktioner. Kvinderne arrangerede fakkelvagter, hvor de stod uden for fængslerne og sang protestsange som opbakning til og for den kvinde, der sad alene bag murene for en fælles sag. Samtidig brugte de lejligheden til at fortælle forbipasserende, hvad der foregik, og hvorfor en kvinde nu sad i fængsel.
Jens Thoft, tidligere folketingsmedlem og dermed er repræsentant for den lovgivende instans, forsvarer civil ulydighed i en artikel i Information i1987:
I et demokratisk retssamfund bør man kun forvente borgernes lovlydighed, så længe retsreglerne ikke blot opfattes som lov, men også ret”. 
Han skriver, at når han som lovgiver forsvarer retten til lovbrud, så hænger det sammen med, at i et demokratisk samfund har vil lov til at stille strenge krav til samfundets evne til at legitimere sine retsregler.

## Overvintring i en isvinter og hverdagslivet i lejren
Lejren måtte aldrig stå tom for mennesker. Der skulle altid være kvinder til stede. Selvom kvinderne boede i lejren, var det ikke et bosted. At bo der var en aktion, for du var offentlig tilgængelig. Princippet var åbenhed. Der var mange besøgende, både planlagte og spontane, der havde opdaget tipierne fra hovedvejen og lige skulle høre, hvad der foregik her. Både kvinder og mænd kunne komme og snakke diskutere. Alle blev budt velkommen og budt en kop kaffe eller the og en snak.
Besøg, interviews til radio og diverse aviser, fredspolitiske debatter og foredrag fyldte en del i hverdagen. Lige fra lokalpolitiske debatter på Mønsted Kro til at være hovedtalere ved Roskildefestivallen i 1985. Derfor skulle det også koordineres, hvem der tog afsted, og hvem der blev tilbage i lejren.
At drive lejren krævede en del, da det var en analog tid, og der ingen strøm var. Der var ingen mobiltelefon, intet internet, ingen nemme måder at kommunikere og søge eller give oplysninger på. Alting var omstændeligt. For at fortælle omverdenen, at der var en aktion på vej, skulle der ophænges plakater eller løbesedler – kvinder i de forskellige byer havde lister over, hvilke biblioteker, organisationer og forretninger, der tillod at have disse ting hængende og cyklede ud med plakater hertil.  
Skriftlig kommunikation foregik pr. brev. Fredslejrene rundt om verden opdaterede hinanden om, hvad der foregik de respektive steder pr. brev. Der var et stort kvindenetværk, der kommunikerede og annoncerede i deres respektive byer. Der var ingen postkasse i lejren, men postbuddet i området var en venlig sjæl og leverede posten personligt, selvom Kvindefredslejren ikke var en legitim adresse. Det var ikke en selvfølge, men en gestus, der blev højt værdsat.
For at telefonere, skulle man cykle et par kilometer op til en telefonboks i Mønsted. Indtil endnu en venligtsindet bondemand tilbød, at kvinderne kunne ringe fra hans sted, så man slap for at stå i kulden i timevis. Tilbage i 1984 afregnede man telefonsamtaler i minutter, og prisen varierede alt efter om man ringede lokalt eller ’helt’ til København. Pengene blev lagt på bordet til ham.
I det hele taget nød kvinderne godt af velvilje i lokalsamfundet. Endnu en lokal gårdejer var venligt stemt over for kvinderne i Kvindefredslejren og tilbød, at kvinderne kunne komme og tappe vand hos ham.
For at få vand, skulle kvinderne gå sammenlagt 5 km. Store dunke blev sat på trækvognen og trukket op ad små grusveje. Dunkene var fyldt med rensede småsten og blev jævnligt rystet voldsomt for at sikre, at der ikke satte sig alger. Overvej engang, hvor meget vand, der skulle til, når der var aktioner med 500 mennesker.
Hos en tredje gårdejer blev kvinderne tilbudt at kunne sanke brænde. Der blev ikke fældet nogle træer i Kvindefredslejrens tid, udover de, der blev doneret til tipistænger. Man sankede træ. Hertil måtte man gå omkring med trækvogn.
Al mad blev lavet på bål, særligt populære var råstegte kartofler med hvidløg samt fladbrød bagt/stegt på panden overdryppet med honning, der blev varmt og flydende.
Ikke nok med det var den koldeste vinter, det var også en utroligt varm sommer. Et stort hul gravet dybt ned i jorden udgjorde et køleskab. Kommer man et stykke ned i jorden, vil der være en konstant kølig temperatur Her kunne mælk godt holde sig flere dage. Kød i lejren brugte man ikke. Dels af hygiejniske grunde – man ville ikke risikere sygdomsudbrud, dels af dyrevelfærdsgrunde.
Toilethuller var der regler om, hvor langt væk fra lejren, de skulle graves og hvor dybt. Også dette af hygiejnegrunde. Der var aldrig sygdomme i Kvindefredslejren. Ingen influenza, ingen madforgiftning. Trods den primitive levevis var der en god hygiejne. En bonus er også, at det giver stamina at leve i det fri.
Den der stod op først, skulle tænde bål, hente sne ind at smelte over bålet til kaffe og the. Hen over isvinteren måtte man skiftes til at have grøntsagerne med ned i soveposen ved fødderne om natten, ellers ville de gå til. 
Vinteren 1984 var den sjette koldeste vinter siden 1906. Den samlede kuldesum var på minus 273,4°(!) (kuldesum er den samlede negative døgnmiddeltemperaturer gennem hele vinteren). En isvinter betyder, at selv de indre farvande er frosset til is og statsisbrydere må i gang med at bryde is. Det er koldere inde midt i landet. Der blev målt minus 24° tipien ved yderkanten af tipien, og minus 11° inde ved bålet.
Når man lever med bål, kommer man til at lugte af røg. I Aarhus Kvindehus blev de kærligt kaldt ’Røgbomberne’, når de kom ind i lokalet. Derfor havde man noget pænt tøj hermetisk lukket inde, så man ikke lugtede af røg, til præsentabelt brug i det øvrige samfund.
Med andre ord er det barskt og et kæmpearbejde at bo i tipi. Man gennemgår ikke så mange strabadser bare for at lave ’ballade’, som nogle troede. Man gør det af idealistiske grunde.  
Når dette er sagt, så var det ikke kun hårdt at bo i tipi, men sjovt, festligt og udviklende. Det gav et stort fællesskab at bo så tæt. Der var samarbejde og kollektivt ansvar, der liv, leben, venskaber og glæde, der var sang og historiefortælling om bålet. 
At bo i så tæt samklang med naturen øgede desuden bevidstheden om økosystemet. Valg af sæber, shampoo, økologisk mad blev en selvfølge. I en tipi er der ikke plads til forbrugerisme. På den måde var Kvindefredslejren en bærer af idéen om downsizing mange år før det blev et koncept.  Forbrugsstyring var en nødvendighed. Der var ikke plads til unødvendige ting.
En bytur for kvinderne fra Kvindefredslejren ændrede fokuspunkt. Behovene havde ændret sig. De butiksvinduer, der nu fangede deres blikke, var de, der udstillede savklinger, dolke, hampesnor, slibesten, soveposer, varmedunke, termotøj… I genbrugsbutikker fandt man gamle bjørneskindspelse til at have over sig, når man sov. Det var nødvendigt for at kunne holde til det liv i lejren.
En tidlig vintermorgen, hvor kvinderne stadig lå i soveposerne, bankede det på tipistængerne. Tre lokale kvinder kom og serverede friskbagt morgenbrød og kaffe på sengen. Den slags opmærksomhed var meget rørende. Det var barskt at leve der, så man blev bevæget over den omtanke og omsorg.
At bo i tipi i 14 måneder og overvintre og udholde udendørs hen over en isvinter i en tipi indgød respekt, ikke kun hos journalisterne, men også blandt nogle af soldaterne. Kvindefredslejren havde nok ikke fået så megen omtale og været blevet et stykke lille Danmarkshistorie foruden.